# Lijst van personen overleden in december 2021
Dit is een lijst van bekende personen die zijn overleden in december 2021.

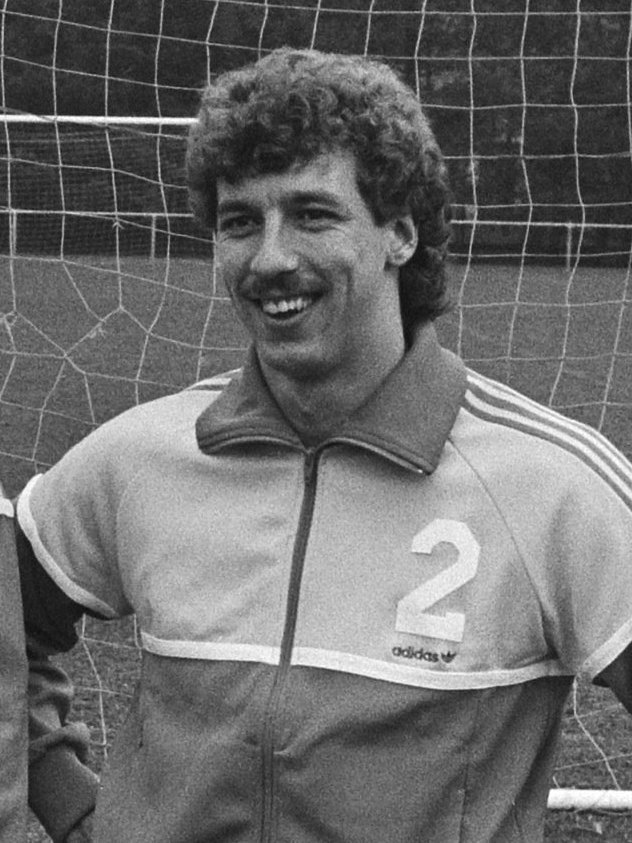
Wout Holverda
3 december

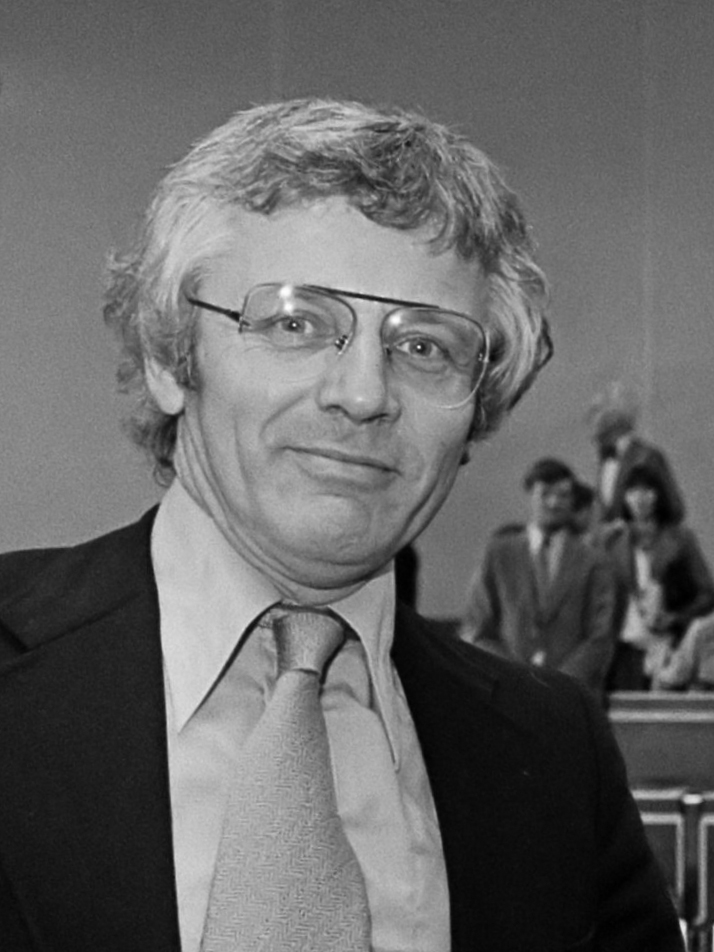
Eric van der Donk
4 december

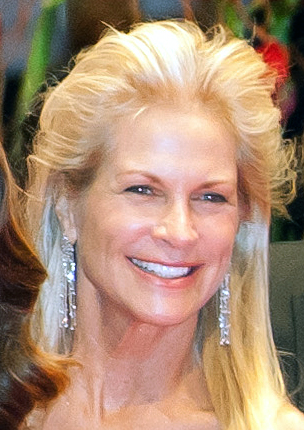
Martha De Laurentiis
4 december

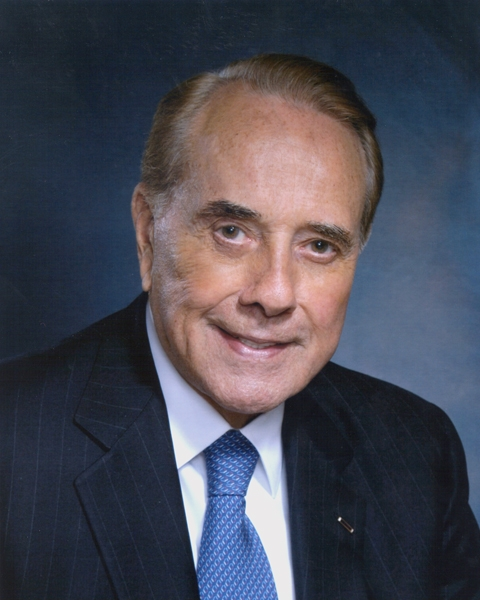
Bob Dole
5 december

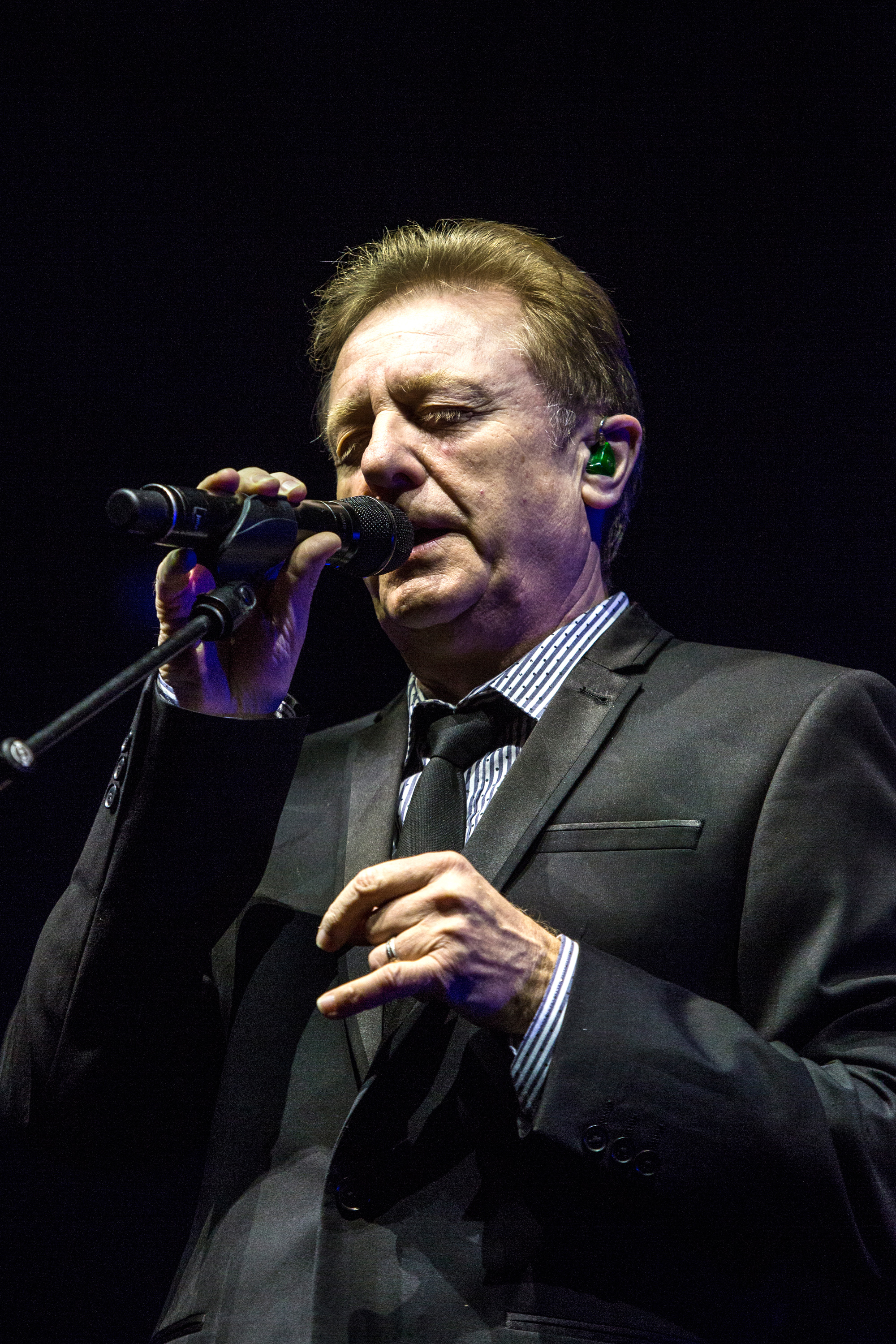
John Miles
5 december

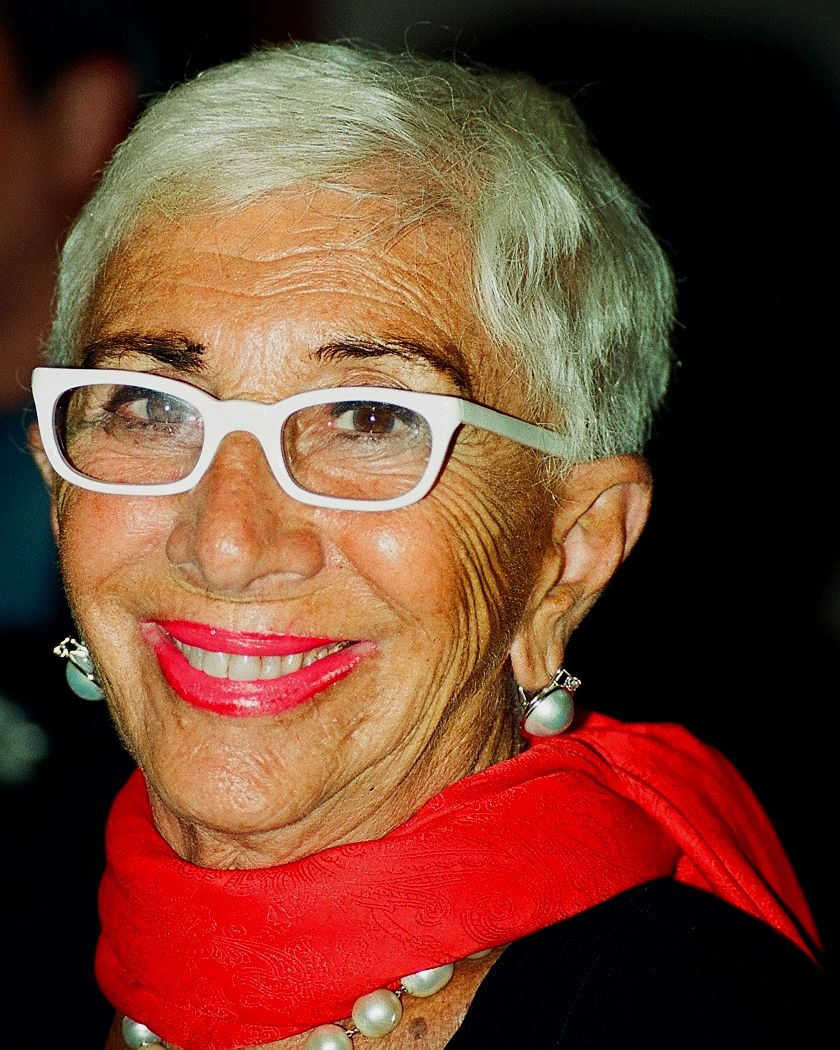
Lina Wertmüller
9 december

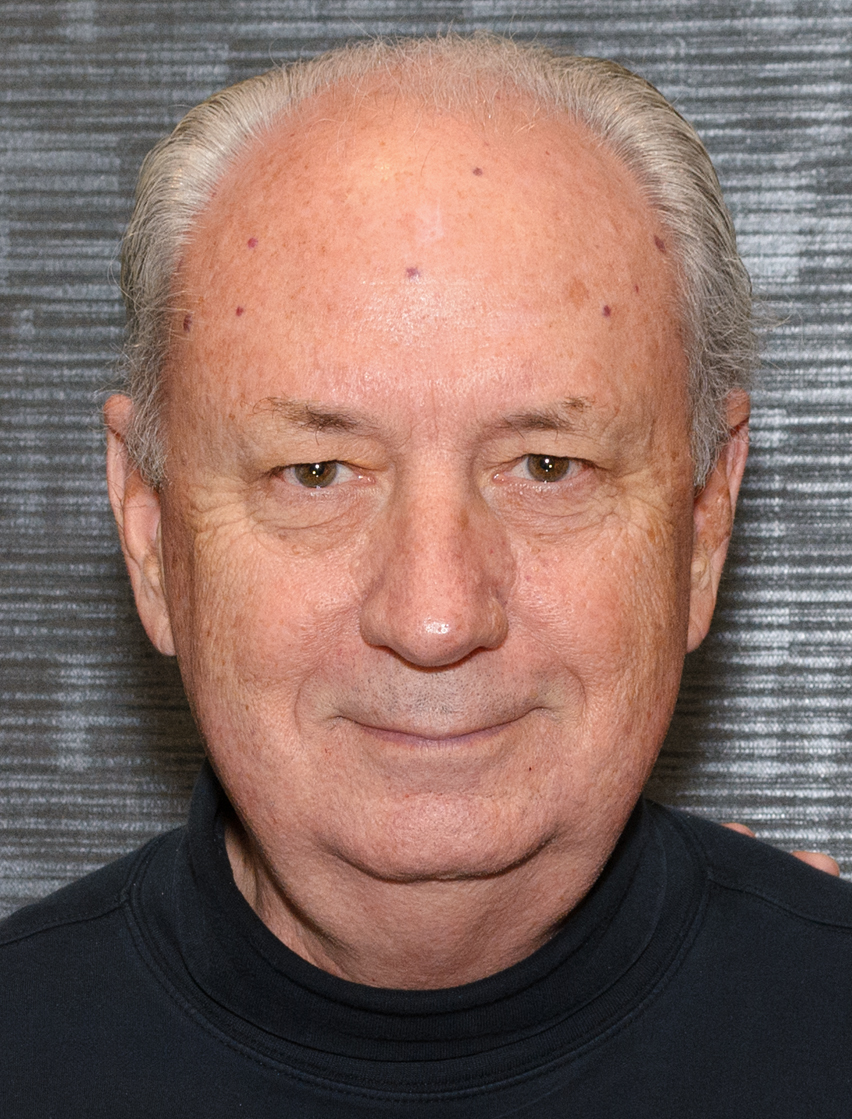
Michael Nesmith
10 december

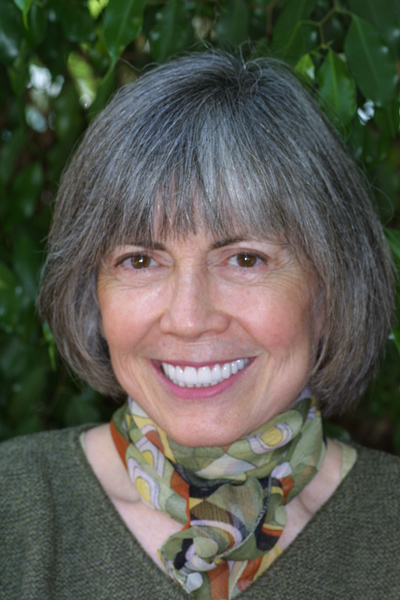
Anne Rice
11 december

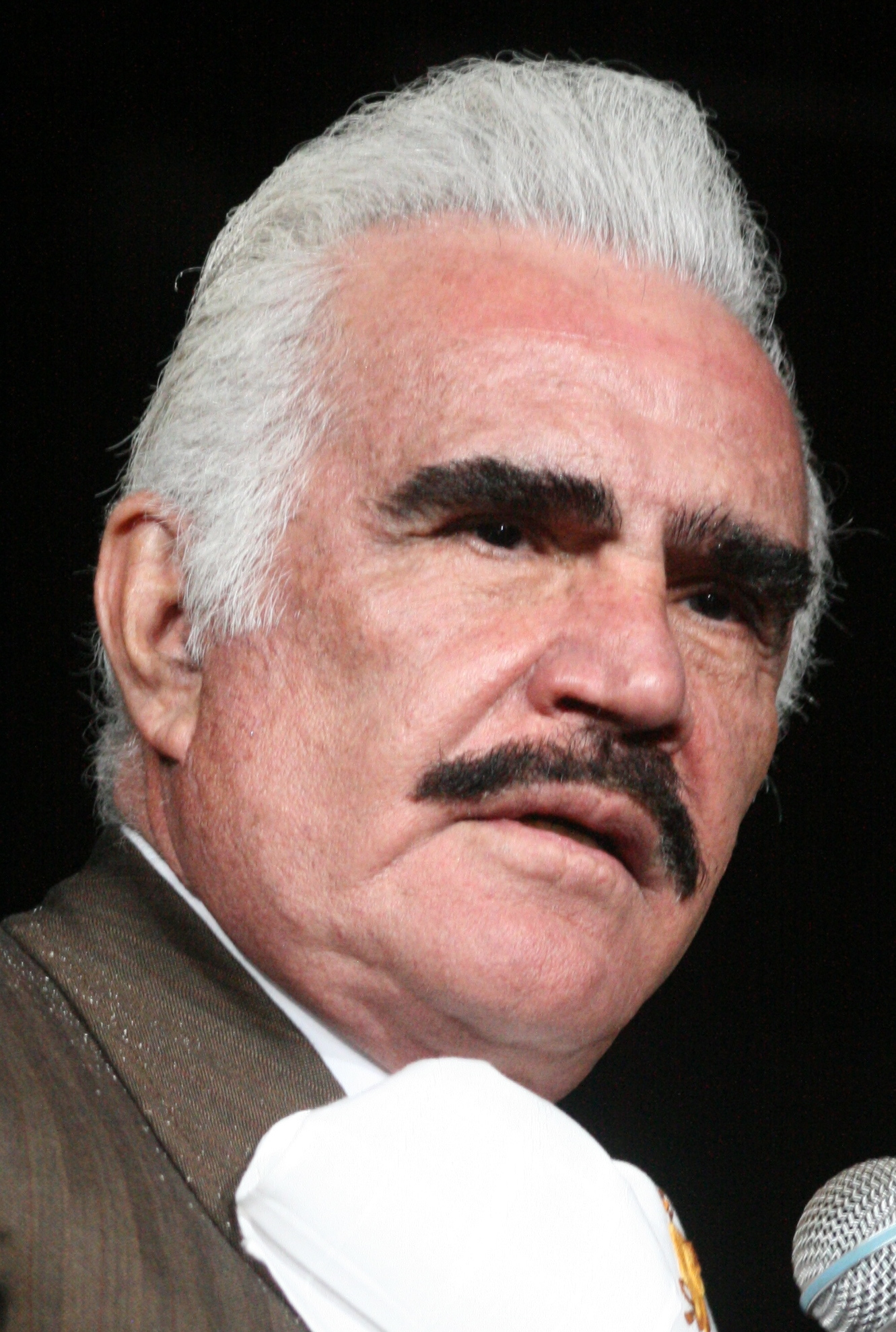
Vicente Fernández
12 december

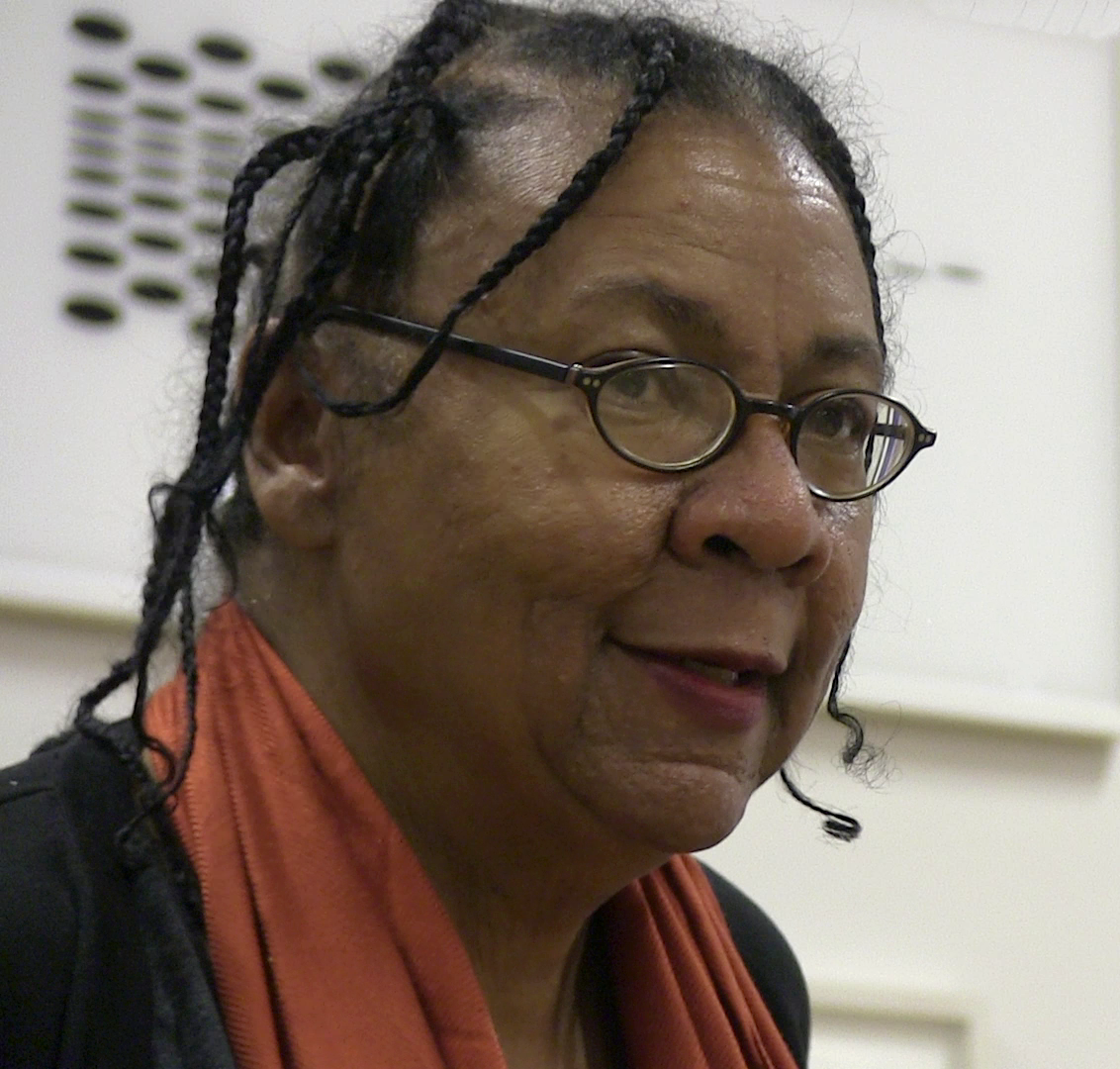
bell hooks
15 december

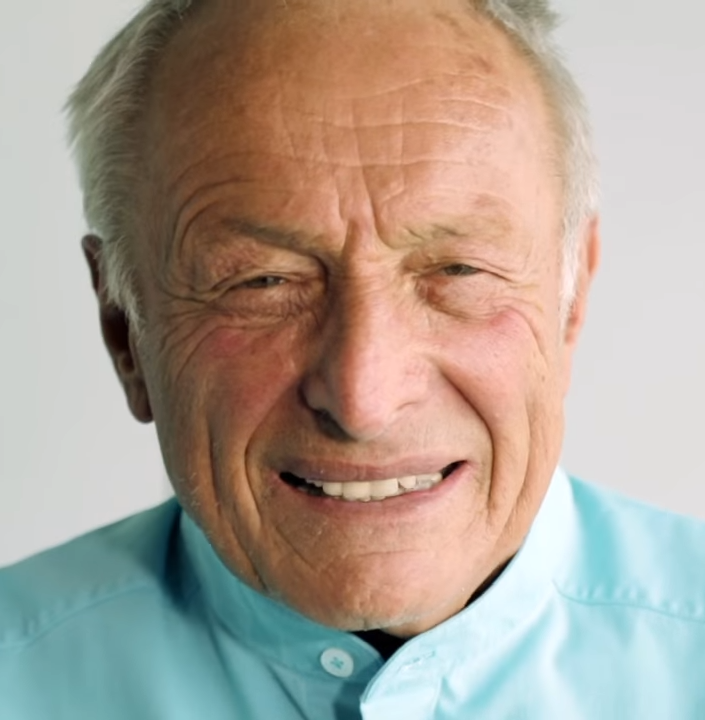
Richard Rogers
18 december

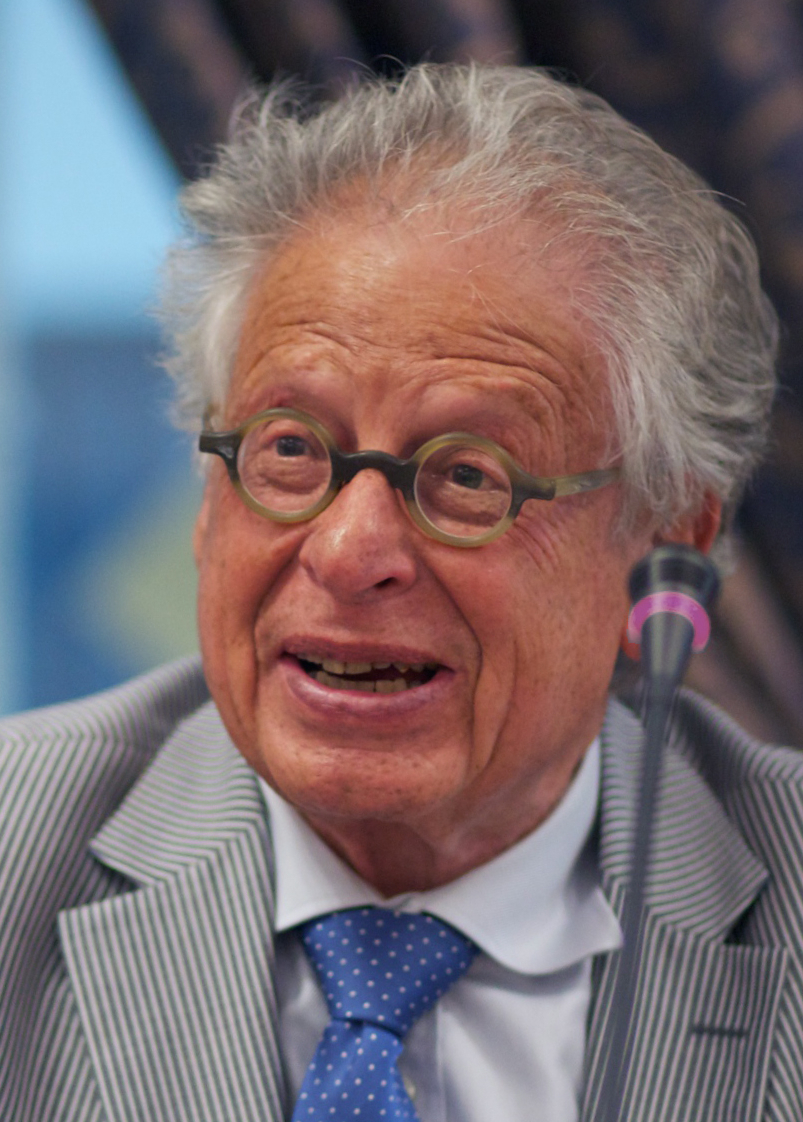
Ed van Thijn
19 december

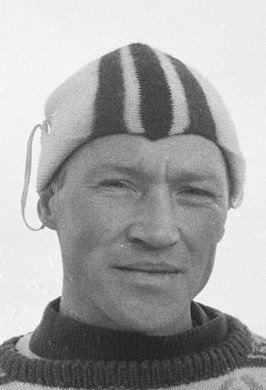
Reinier Paping
20 december

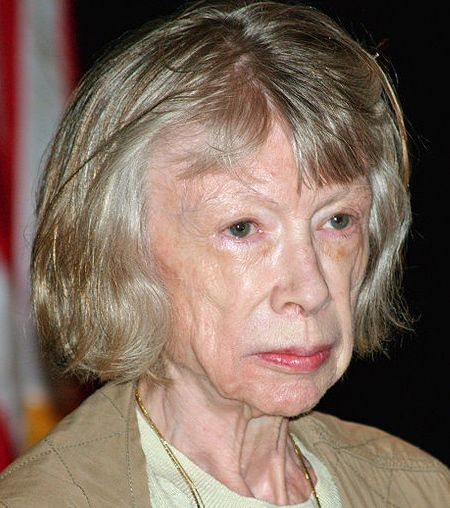
Joan Didion
23 december

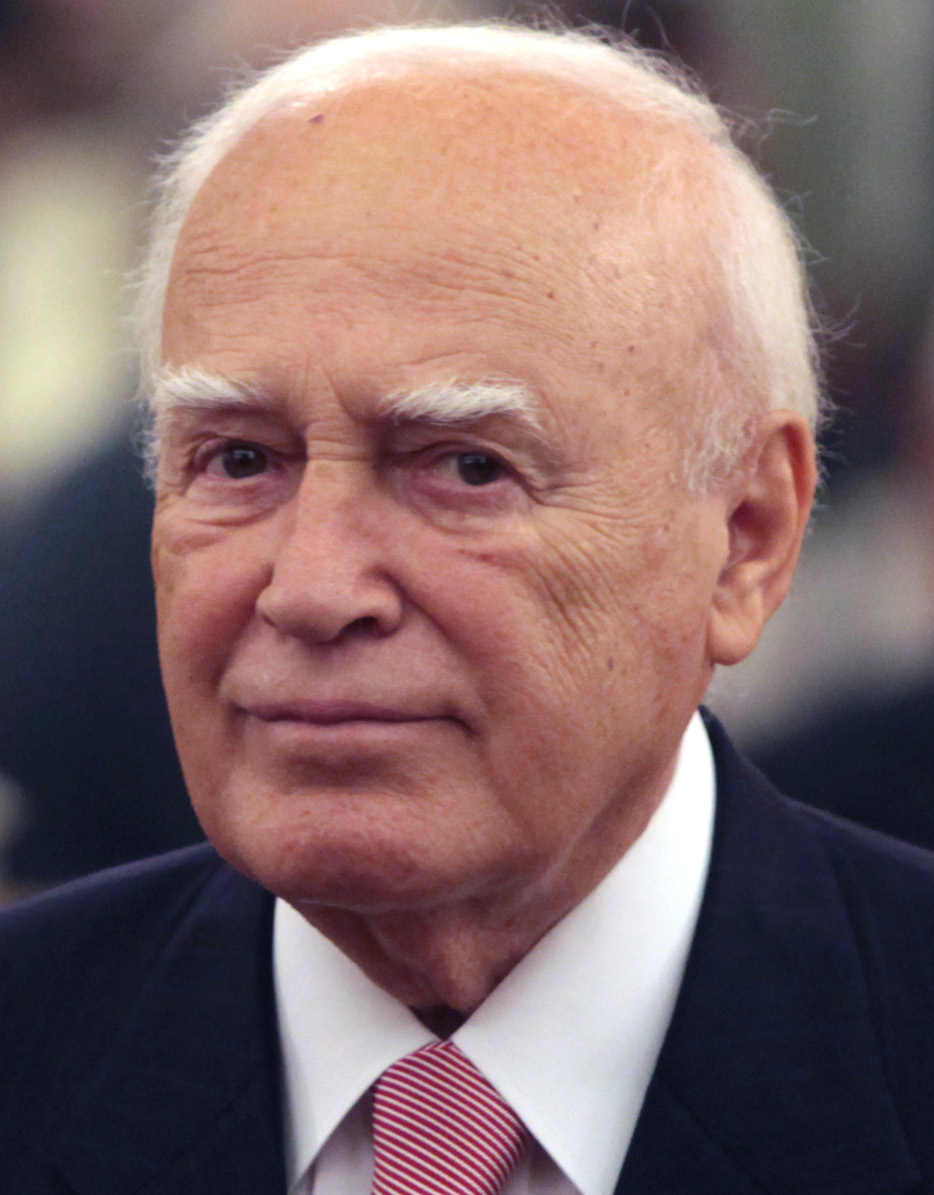
Karolos Papoulias
26 december

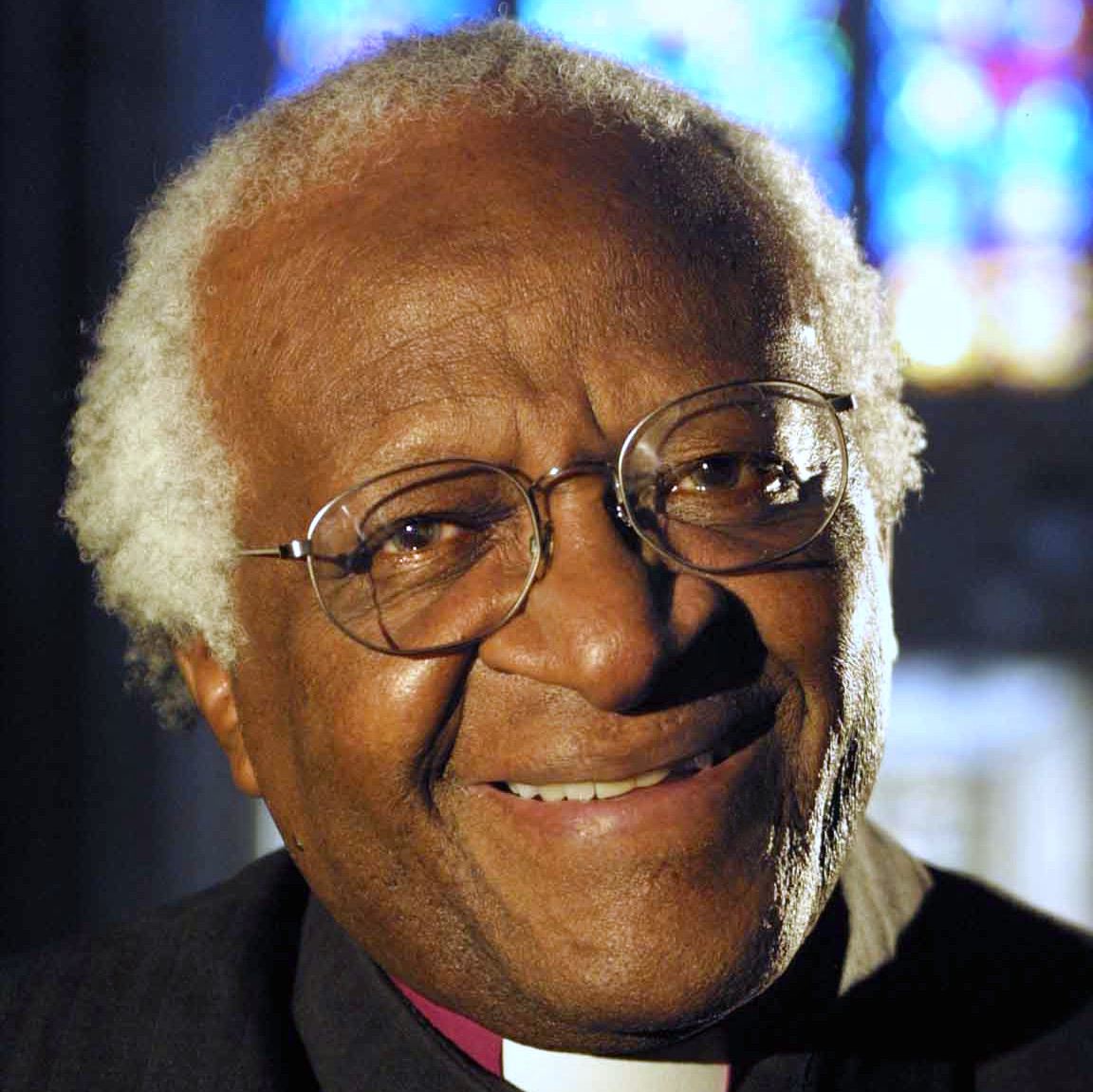
Desmond Tutu
26 december

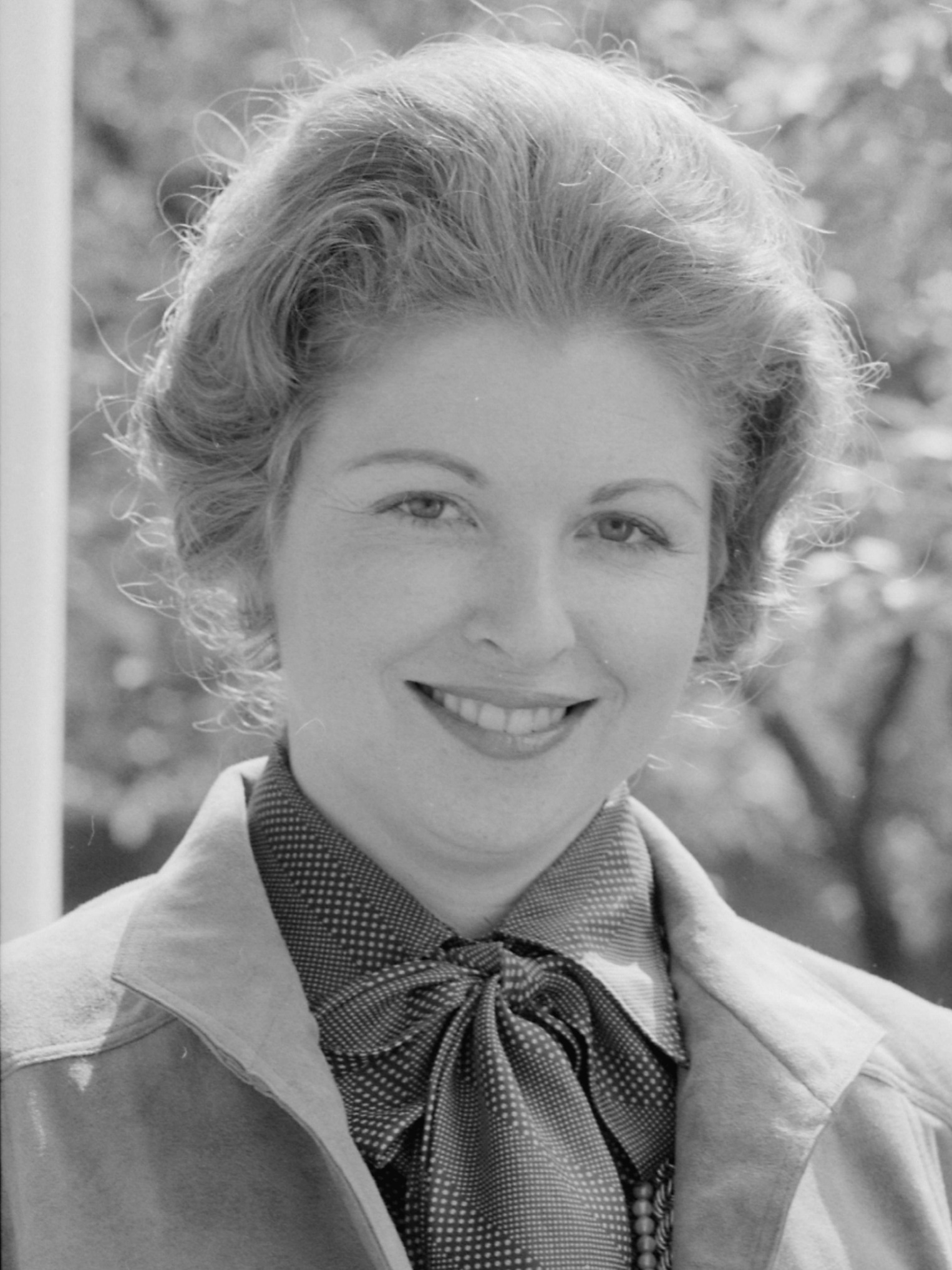
Sarah Weddington
26 december

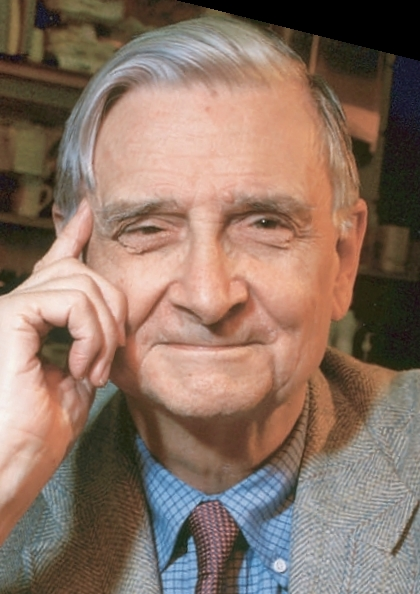
Edward Osborne Wilson
26 december

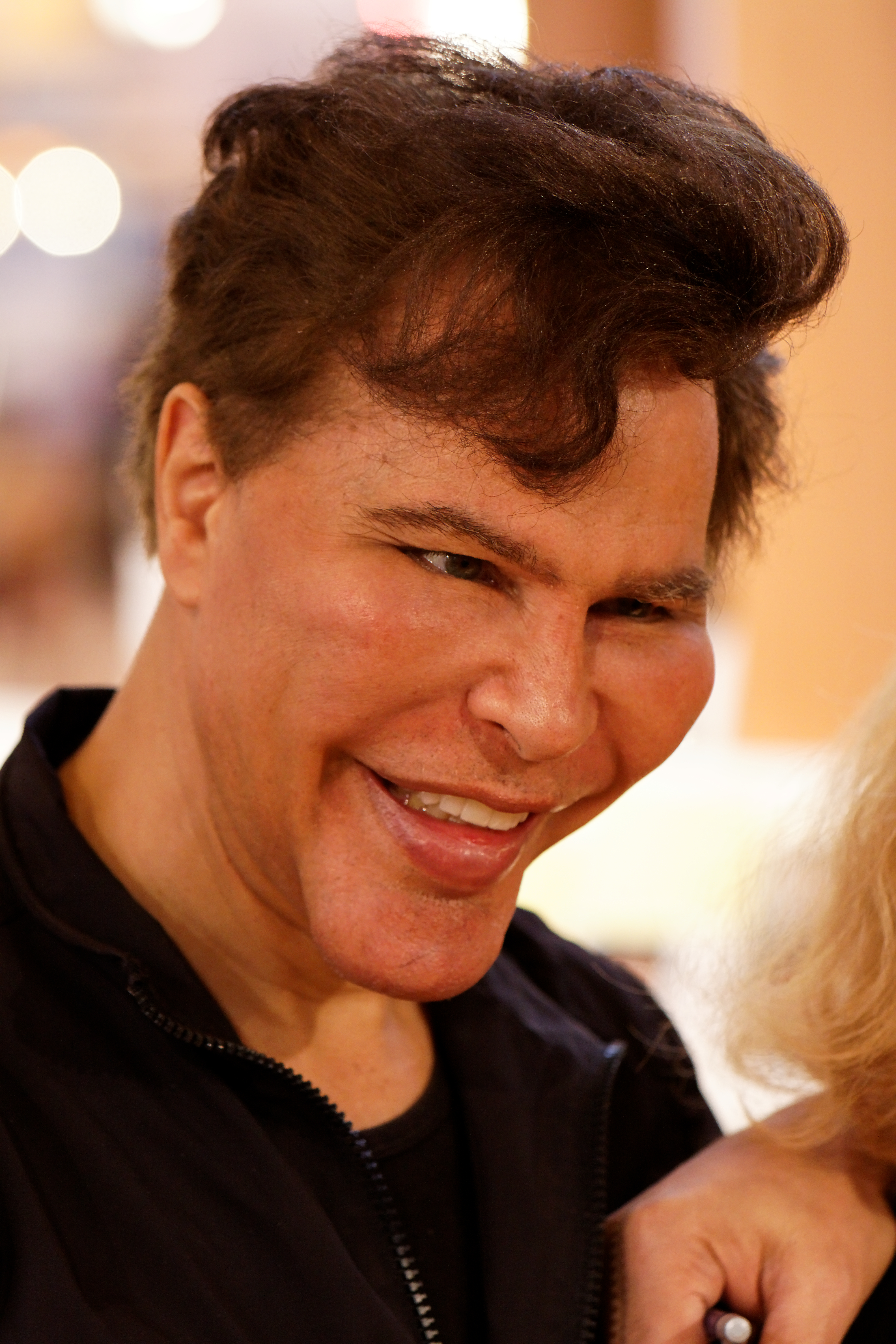
Grisjka Bogdanoff
28 december

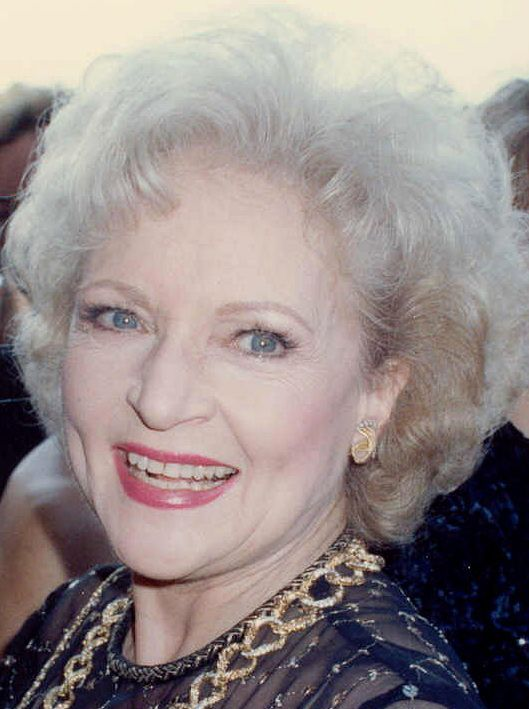
Betty White
31 december

| 1 | 2 | 3 | 4 | 5 | 6 | 7 | 8 | 9 | 10 | 11 | 12 | 13 | 14 | 15 | 16 | 17 | 18 | 19 | 20 | 21 | 22 | 23 | 24 | 25 | 26 | 27 | 28 | 29 | 30 | 31 |
| - | - | - | - | - | - | - | - | - | -- | -- | -- | -- | -- | -- | -- | -- | -- | -- | -- | -- | -- | -- | -- | -- | -- | -- | -- | -- | -- | -- |

### 1 december
- Rudolf Bernhardt (96), Duits advocaat[1]
- Luc Calliauw (93), Belgisch hoogleraar en neurochirurg[2]
- Sherwin Carlquist (91), Amerikaans botanicus en fotograaf[3]
- Jo Decaluwe (79), Belgisch acteur[4]
- Jean Demannez (72), Belgisch politicus[5]
- Enrique Jackson (75), Mexicaans politicus[6]
- Joris van Ooijen (74), Nederlands conceptontwikkelaar[7]
- Aart Schene (65), Nederlands hoogleraar[8][9]
- Petr Uhl (80), Tsjechisch journalist, activist en politicus[10]

### 2 december
- Samuel Bhend (78), Zwitsers politicus[11]
- Jos Dupré (93), Belgisch bestuurder en politicus[12]
- Darlene Hard (85), Amerikaans tennisspeelster[13]
- Anthony Sher (72), Brits-Zuid-Afrikaans acteur[14]
- Lawrence Weiner (79), Amerikaans kunstenaar[15]

### 3 december
- Lamine Diack (88), Senegalees sportbestuurder[16]
- Horst Eckel (89), Duits voetballer[17]
- Wout Holverda (63), Nederlands voetballer[18]
- Arie Ribbens (84), Nederlands zanger[19]
- Roy Ristie (68), Surinaams-Nederlands presentator en politicus[20]
- Edward D. Shames (99), Amerikaans oorlogsveteraan[21]

### 4 december
- Aad Andriessen (60), Nederlands voetballer[22]
- Eric van der Donk (92), Nederlands acteur[23]
- Paul Lannoye (82), Belgisch politicus[24]
- Martha De Laurentiis (67), Amerikaans film- en televisieproducent[25]
- Rene Hofer (19), Oostenrijks motorcrosser[26]
- Stonewall Jackson (89), Amerikaans countryzanger en -muzikant[27]

### 5 december
- Osman Arpacıoğlu (74), Turks voetballer[28]
- Hans Beckman (77), Nederlands econoom, jurist en hoogleraar[29]
- Arnold Cats (97), Nederlands medicus en hoogleraar[30]
- Bob Dole (98), Amerikaans politicus[31]
- Aurelio Galfetti (85), Zwitsers architect[32]
- Stevan Jelovac (32), Servisch basketballer[33]
- John Miles (72), Brits muzikant[34]
- Jacques Tits (91), Belgisch-Frans wiskundige[35]

### 6 december
- János Kóbor (78), Hongaars muzikant[36]
- Masayuki Uemura (78), Japans gameconsoleontwerper[37]
- Kåre Willoch (93), Noors politicus[38]

### 7 december
- Ysbrant van Wijngaarden (84), Nederlands kunstenaar[39]

### 8 december
- Mustapha El Karouni (53), Belgisch politicus[40]
- Barry Harris (91), Amerikaans jazzmuzikant, -bandleider en -componist[41]
- Mitsutoshi Furuya (85), Japans mangaka[42]
- Lars Høgh (62), Deens voetballer[43]
- Andreas Landshoff (91), Nederlands uitgever[44]
- Blackjack Lanza (86), Amerikaans professioneel worstelaar[45]
- Willy Schellens (78), Belgisch politicus[46]
- Robbie Shakespeare (68), Jamaicaans basgitarist en muziekproducer[47]
- Jan Stuifbergen (92), Nederlands politicus[48]
- Ralph Tavares (79), Amerikaans zanger[49]
- Skip Voogd (88), Nederlands popjournalist[50]
- Jacques Zimako (69), Frans voetballer[51]

### 9 december
- Steve Bronski (61), Brits toetsenist[52]
- Garth Dennis (72), Jamaicaans reggaemuzikant[53]
- David Lasley (74), Amerikaans zanger[54]
- Carmen Salinas (82), Mexicaans actrice[55]
- Bernard Schmidt (80), Nederlands burgemeester[56]
- Larry Sellers (72), Amerikaans acteur[57]
- Al Unser sr. (82), Amerikaans autocoureur[58]
- Lina Wertmüller (93), Italiaans filmregisseur en scenarioschrijfster[59]
- Cara Williams (96), Amerikaans actrice[60]
- Maryse Wolinski (78), Frans schrijfster en journaliste[61]

### 10 december
- Gabriel Calvo (66), Spaans turner[62]
- Thomas Mensforth (Mensi) (65), Brits punkrockzanger[63][64]
- Michael Nesmith (78), Amerikaans zanger en songwriter[65]
- Nick Oosterhuis (69), Nederlands multi-instrumentalist, componist, muziekproducent en zanger[66]
- Ernst Verduin (94), Nederlands Auschwitzoverlevende[67]

### 11 december
- Jack Hedley (92), Brits acteur[68]
- Anne Rice (80), Amerikaans schrijfster[69]
- Manuel Santana (83), Spaans tennisser[70]

### 12 december
- Vicente Fernández (81), Mexicaans zanger[71]
- Daniel Nlandu Mayi (68), Congolees bisschop[72]
- Joeri Sjarov (82), Russisch schermer[73]

### 13 december
- Kevin Billington (87), Brits filmregisseur[74]
- Teuvo Kohonen (87), Fins informaticus[75]
- Joe Simon (85), Amerikaans zanger[76]

### 14 december
- Maja Beutler (85), Zwitsers schrijfster en vertaalster[77]
- Phil Chen (80), Jamaicaans basgitarist[78]
- Ken Kragen (85), Amerikaans muziekmanager, tv- en filmproducent[79]
- Harm Pinkster (79), Nederlands hoogleraar, latinist en auteur[80]
- Sonny Rhodes (81), Amerikaans bluesmuzikant[81]

### 15 december
- Flow La Movie (José Ángel Hernández) (38), Puerto Ricaans muziekproducent[82]
- Bridget Hanley (80), Amerikaans actrice[83]
- bell hooks (Gloria Jean Watkins) (69), Amerikaans schrijfster, hoogleraar, feministe en activiste[84]
- Frédéric Sinistra (40), Belgisch kickbokser[85]
- Wanda Young (78), Amerikaans zangeres[86]

### 16 december
- Theo de Boer (89), Nederlands filosoof en hoogleraar[87]
- Lucía Hiriart de Pinochet (98), Chileens socialite en presidentsvrouw[88]
- Leonard Hubbard (62), Amerikaans basgitarist[89]
- Walter Lang (60), Duits pianist[90]
- Trevor Pinch (69), Brits socioloog en muzikant[91]
- Jacques Timmermans (76), Belgisch politicus[92]

### 17 december
- José Pablo Feinmann (78), Argentijns filosoof en schrijver[93]
- Vicente Feliú (74), Cubaans singer-songwriter, dichter en gitarist[94]
- Árpád Pusztai (91), Hongaars-Brits biochemicus en voedingsdeskundige[95]
- Antonio Troitiño (64), Spaans terrorist[96]
- Terry Uttley (70), Brits muzikant[97]

### 18 december
- Gerald Forton (90), Belgisch-Frans striptekenaar en beeldend kunstenaar[98]
- Jan Fransz (84), Nederlands voetballer[99]
- Sayaka Kanda (35), Japans actrice en zangeres[100]
- Henk van der Linden (96), Nederlands filmregisseur[101]
- Renee Martel (74), Canadees-Frans countryzangeres[102]
- Christopher Newton (85), Canadees filmregisseur en acteur[103]
- Richard Rogers (88), Brits architect[104]
- Pros Verbruggen (93), Belgisch acteur, presentator en programmamaker[105]

### 19 december
- Boško Abramović (70), Servisch schaakgrootmeester[106]
- Ron Anderson (75), Amerikaans zangcoach en operazanger[107]
- Billy Conway (65), Amerikaans drummer[108]
- Dick Carson (92), Amerikaans televisieregisseur[109]
- Antoine Faivre (87), Frans historicus[110]
- Nicholas Georgiade (88), Amerikaans film- en televisieacteur[111]
- Carie Graves (68), Amerikaans roeister[112]
- Robert Grubbs (79), Amerikaans scheikundige en Nobelprijswinnaar[113]
- Sally Ann Howes (91), Brits actrice en zangeres[114]
- Johnny Isakson (76), Amerikaans politicus[115]
- Carlos Marín (53), Duits-Spaans zanger[116]
- Ed van Thijn (87), Nederlands politicus[117]

### 20 december
- Heinz Bigler (72), Zwitsers voetballer[118]
- Kawa Leaumu (32), Spaans rugbyspeler[119]
- Paul Mitchell (67), Amerikaans zanger[120]
- Reinier Paping (90), Nederlands schaatser[121]

### 21 december
- Derk Jan Klompsma (93), Nederlands tekstdichter[122]
- Ian Matos (32), Braziliaans schoonspringer[123]

### 22 december
- Richard Conway (79), Brits effectenkunstenaar[124]
- Corporal Kirchner (Michael James Penzel) (64), Amerikaans professioneel worstelaar[125]
- Frans de Leij (57), Nederlands voetballer[126]
- Robin Le Mesurier (68), Brits rockgitarist[127]
- Dmitry Zimin (88), Russisch radiowetenschapper en ondernemer[128]

### 23 december
- Rolf Abrahamsohn (96), Duits ondernemer en Holocaustoverlevende[129]
- Bernard Dewulf (61), Belgisch schrijver[130]
- Joan Didion (87), Amerikaans schrijfster[131]
- Sharyn Moffett (85), Amerikaans kindactrice[132]
- T. Mark Taylor (80), Amerikaans kunstenaar en speelgoedontwerper[133]

### 24 december
- Marcel Chappin (77), Nederlands priester, theoloog en kerkhistoricus[134]
- J.D. Crowe (84), Amerikaans countrymuzikant en banjospeler[135]
- Shlomo Gerbi (69), Israëlisch voetballer[136]
- Johann Koller (66), Oostenrijks componist, dirigent, organist, trompettist en muziekuitgever[137]
- Raúl Madero (82), Argentijns voetballer[138]
- Fanny Overbeek (84), Nederlands voetballer[139]

### 25 december
- Edy Korthals Altes (97), Nederlands diplomaat, vredesactivist en publicist[140]
- Jef Cleeren (87), Belgisch politicus[141]
- Janice Long (66), Brits presentatrice[142]
- Candy Palmater (53), Canadees komiek[143]

### 26 december
- Bruce Bromberg (80), Amerikaans muziekproducent[144]
- Karolos Papoulias (92), president van Griekenland[145]
- Dorval Rodrigues (86), Braziliaans voetballer[146]
- Desmond Tutu (90), Zuid-Afrikaans geestelijke en mensenrechtenactivist[147]
- Jean-Marc Vallée (58), Canadees film- en televisieregisseur[148]
- Sarah Weddington (76), Amerikaans advocate en hoogleraar[149]
- Edward Osborne Wilson (92), Amerikaans bioloog[150]

### 27 december
- Franswillem Briët (74), Nederlands topman en bestuurder[151]
- Keri Hulme (74), Nieuw-Zeelands schrijfster en dichteres[152]
- Andrew Vachss (79), Amerikaans schrijver en advocaat[153]

### 28 december
- Grisjka Bogdanoff (72), Frans televisiepresentator[154]
- Antoine Braet (79), Nederlands neerlandicus en hoogleraar[155]
- Jimmy Cayne (87), Amerikaans bridgespeler en zakenman[156]
- Michael Clifford (69), Amerikaans ruimtevaarder[157]
- Conny Conrad (63), Duits muzikant en muziekproducent[158]
- Robin Fransman (53), Nederlands econoom en politicoloog[159]
- Tony Jefferies (73), Brits motorcoureur[160]
- John Madden (85), Amerikaans Americanfootball-coach en presentator[161]
- Hugo Maradona (52), Argentijns voetballer en voetbaltrainer[162]
- Harry Reid (82), Amerikaans politicus[163]
- Hans Daniel Sailer (73), Duits beeldhouwer en schilder[164]
- Sabine Weiss (97), Zwitsers-Frans fotografe[165]

### 29 december
- Antoine Bonifaci (90), Frans voetballer[166]
- Christian Gyan (43), Ghanees-Nederlands voetballer[167]
- John Hartman (71), Amerikaans drummer[168]
- Bart Plouvier (70), Belgisch auteur[169]

### 30 december
- Lloyd van Dams (49), Nederlands kickbokser[170]
- Sam Jones (88), Amerikaans basketballer[171]
- Stephen J. Lawrence (82), Amerikaans componist[172]
- Rohn Lawrence (61), Amerikaans (jazz)gitarist[173]
- Karel Loprais (72), Tsjechisch rallycoureur[174]

### 31 december
- Denis O'Dell (98), Brits filmproducent[175]
- Juan Figer (87), Uruguayaans voetbalmakelaar[176]
- Fabrice Hünd (60), Nederlands kunstenaar[177]
- Floor van Liemt (24), Nederlands schrijfster[178]
- Betty White (99), Amerikaans actrice en comédienne[179]

### Datum onbekend
- Kim Jong Chu (101), Noord-Koreaans politicus[180]
- Verónica Forqué (66), Spaans actrice[181]

januari ·
februari ·
maart ·
april ·
mei ·
juni ·
juli ·
augustus ·
september ·
oktober ·
november ·
december
1900 ·
1901 ·
1902 ·
1903 ·
1904 ·
1905 ·
1906 ·
1907 ·
1908 ·
1909 ·
1910 ·
1911 ·
1912 ·
1913 ·
1914 ·
1915 ·
1916 ·
1917 ·
1918 ·
1919 ·
1920 ·
1921 ·
1922 ·
1923 ·
1924 ·
1925 ·
1926 ·
1927 ·
1928 ·
1929 ·
1930 ·
1931 ·
1932 ·
1933 ·
1934 ·
1935 ·
1936 ·
1937 ·
1938 ·
1939 ·
1940 ·
1941 ·
1942 ·
1943 ·
1944 ·
1945 ·
1946 ·
1947 ·
1948 ·
1949 ·
1950 ·
1951 ·
1952 ·
1953 ·
1954 ·
1955 ·
1956 ·
1957 ·
1958 ·
1959 ·
1960 ·
1961 ·
1962 ·
1963 ·
1964 ·
1965 ·
1966 ·
1967 ·
1968 ·
1969 ·
1970 ·
1971 ·
1972 ·
1973 ·
1974 ·
1975 ·
1976 ·
1977 ·
1978 ·
1979 ·
1980 ·
1981 ·
1982 ·
1983 ·
1984 ·
1985 ·
1986 ·
1987 ·
1988 ·
1989 ·
1990 ·
1991 ·
1992 ·
1993 ·
1994 ·
1995 ·
1996 ·
1997 ·
1998 ·
1999 ·
2000 ·
2001 ·
2002 ·
2003 ·
2004 ·
2005 ·
2006 ·
2007 ·
2008 ·
2009 ·
2010 ·
2011 ·
2012 ·
2013 ·
2014 ·
2015 ·
2016 ·
2017 ·
2018 ·
2019 ·
2020 ·
2021 ·
2022 ·
2023 ·
2024 ·
2025